# Parque nacional de Khlong Tron
El parque nacional de Khlong Tron (en tailandés, อุทยานแห่งชาติคลองตรอน) es un área protegida del norte de Tailandia, en la provincia de Uttaradit. Se extiende por una superficie de 518,79 kilómetros cuadrados en los distritos (Amphoe) de Thong Saen Khan y Nam Pat. El parque fue establecido en 2003.
Su paisaje está formado por un paisaje accidentado de montaña, con cascadas, acantilados y cuevas, siendo el punto más alto la montaña de Phu Miangé, con 1.500 m s. n. m. Nacen aquí muchos afluyentes del Mae Nam Nan.